# Cyrtodactylus pantiensis
Cyrtodactylus pantiensis là một loài thằn lằn trong họ Gekkonidae. Loài này được Grismer, Chan, Grismer, Wood & Belabut mô tả khoa học đầu tiên năm 2008.